# Cantón de Sore
El cantón de Sore era una división administrativa francesa, que estaba situada en el departamento de Landas y la región de Aquitania.

## Composición
El cantón estaba formado por cuatro comunas:
- Argelouse
- Callen
- Luxey
- Sore

## Supresión del cantón de Sore
En aplicación del Decreto n.º 2014-181 de 18 de febrero de 2014, el cantón de Sore fue suprimido el 22 de marzo de 2015 y sus 4 comunas pasaron a formar parte del nuevo cantón de Alta Landa Armañac.